# Orange (couleur)

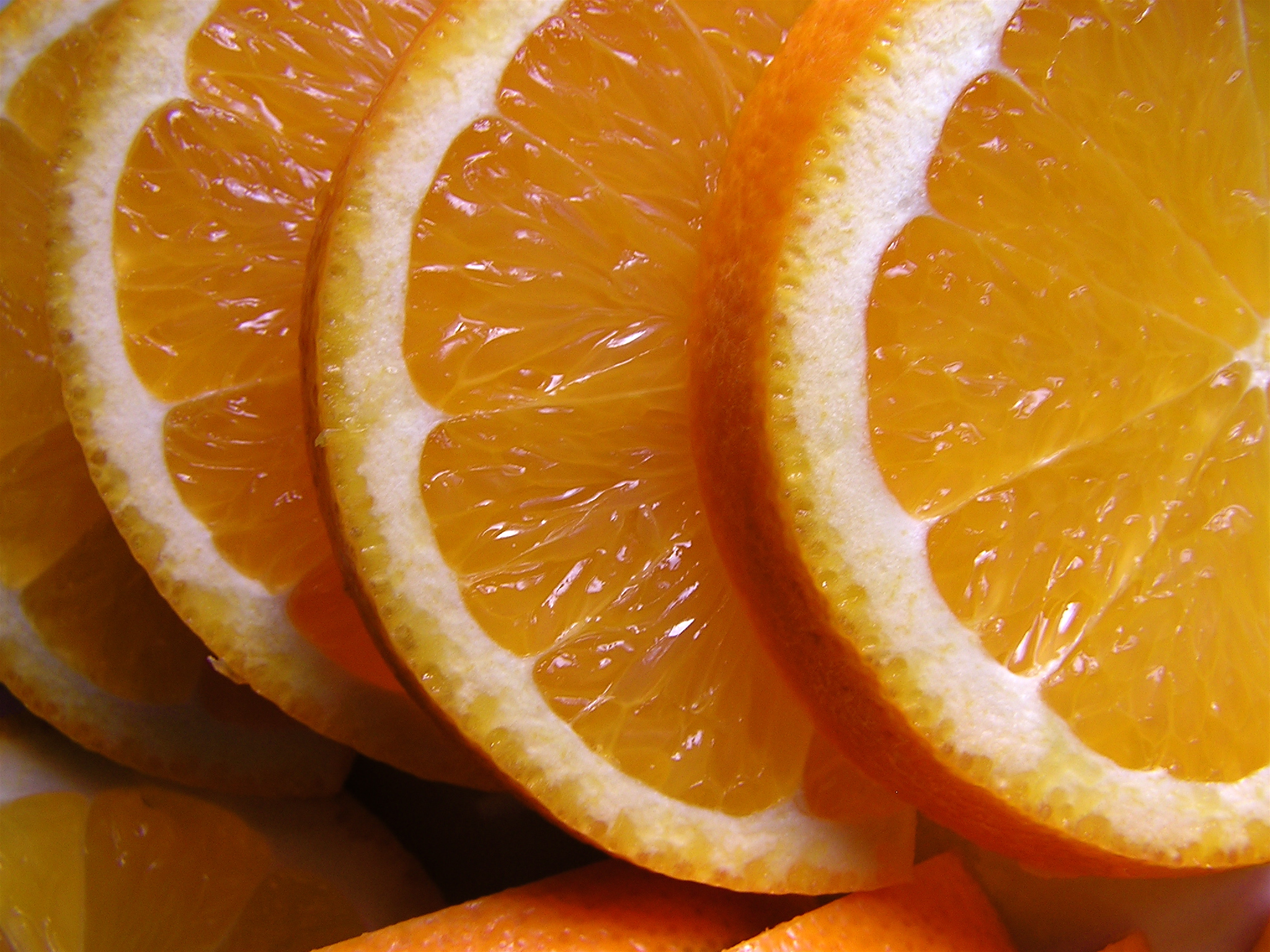
Des rondelles d'orange (le fruit).

Pour les articles homonymes, voir Orange.
L'orange est un champ chromatique de couleurs vives qui, sur le cercle chromatique, prennent place entre le rouge et le jaune.
Les couleurs orangées sont des couleurs chaudes ; les couleurs chaudes se définissent par leur proximité avec l'orange. Elles sont considérées comme stimulantes et provocantes.

## Colorimétrie et perception des couleurs

### Définition
La norme AFNOR X 08-010 Classification méthodique des couleurs (annulée le 30 août 2014) définissait l'orange comme une couleur dont la longueur d'onde dominante se situe entre 584 nm à 605 nm, de saturation et de luminosité moyennes à élevées.
Les champs voisins sont les rouges et les jaunes, parmi les teintes lumineuses et saturées. Les teintes de même longueur d'onde dominante, mais de saturation et de luminosité moindre sont des marrons, celles de forte luminosité, mais peu saturées, sont des beiges.
Le terme orange peut être précisé par des adjectifs comme clair ou intense, que la norme définit également, et servir pour modifier une couleur proche, jaune, rouge ou rose, selon les caractéristiques de teinte, de luminosité et de saturation de la teinte décrite.
La couleur complémentaire d'un orange est un bleu. Avec l'illuminant D65 (lumière du jour), les complémentaires des orange de longueur d'onde dominante entre 584 nm et 605 nm sont des bleus tirant vers le vert et des bleus-verts dont la longueur d'onde dominante se trouve entre 482 nm et 490 nm.

### Synthèse de l'orange
En synthèse soustractive, l'orange s'obtient par une combinaison de filtres jaunes et magenta.
Avec les colorants de la peinture, du crayon, du stylo-feutre, l'orange s'obtient en mélangeant beaucoup de jaune et un peu de rouge. La proportion est généralement de 3 à 4 parts de jaune pour une part de rouge. Les pigments rouges tirant vers l'orange et les pigments orange sont toutefois d'emploi fréquent.
On peut obtenir des pigments orangés très lumineux donnant des couleurs presque optimales ; mais on ne peut reproduire ces couleurs par la synthèse additive sur écran de télévision ou d'ordinateur. On doit sacrifier soit la luminosité, soit la pureté.
L'orange obtenu en imprimerie par la quadrichromie est encore plus limité. L'orange quadri, comparé à un orange pur, passe pour un beige ou un marron orangé. L'imprimerie ne peut obtenir les couleurs orange vif qu'avec des pigments spécifiques.

### Orange du Web
Dans les navigateurs Web et les applications dérivées, plusieurs mots-clés contenant orange appellent des couleurs conventionnelles.
| Mot-clé    | Échantillon | Traduction   | Code    |
| DarkOrange |             | orange foncé | #FF8C00 |
| Orange     |             | orange       | #FFA500 |
| OrangeRed  |             | rouge-orange | #FF4500 |

## Colorants
Le Colour Index répertorie environ 80 pigments orangés (P0), dont certains sont plus rouge-orangé qu'orangé, et auxquels il faut ajouter quelques pigments classés rouge (PR).

### Pigments et teintures

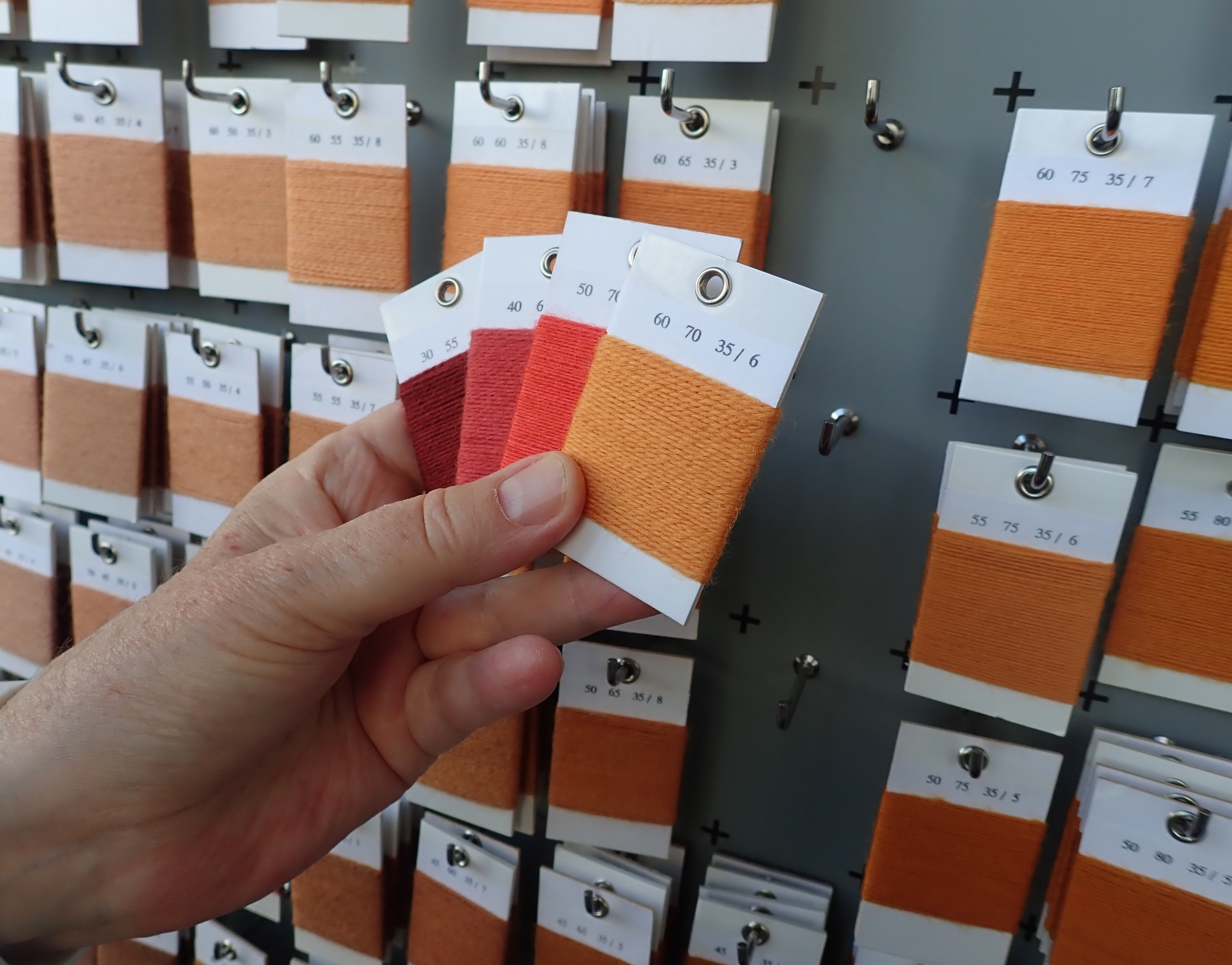
Nuancier des oranges teints et utilisés pour la manufacture de tapisserie des Gobelins et de Beauvais, 2018

Aucun colorant ancien ne produit une couleur orangée. Il est toujours possible de faire un orange en mélangeant des pigments rouges avec des pigments jaunes ; mais ce mélange est toujours plus terne que ses composants, d'autant plus que la nuance de ceux-ci s'éloigne de celle recherchée :
- deux sulfures d'arsenic naturels, le réalgar (rouge orangé ou rouge vermillion) et l'orpiment (du jaune citron au jaune d'or) sont connus depuis l'Antiquité. Le réalgar se décompose, à la lumière, en un mélange d'orpiment et d'arsénolite. Ces deux pigments sont tous deux très toxiques, et présentent de plus l'inconvénient de réagir chimiquement, du fait du soufre qu'ils libèrent, avec les autres pigments auxquels ils seraient mélangés. Pour la même raison, ils sont anti-siccatifs dans l'huile. Ces pigments ont servi pour des écritures en lettres d'or sans or, dans des détrempes à l'œuf, où leur toxicité était mise à profit comme conservateur. Ils ont été abandonnés[5] ;
- au Moyen Âge, on se sert du minium de plomb (rouge) qui permet de fabriquer l'orange minéral. Mais selon Cennino Cennini, « il est bon seulement sur panneau, car si tu l'utilises sur mur, dès qu'il est exposé à la lumière, il devient noir et perd sa couleur[6] ». En effet, il noircit lorsqu'on l'expose à de l'hydrogène sulfuré ou à des sulfures[7]. Il est donc tout à fait exclu de le mélanger à de l'orpiment pour le rendre plus orangé ;
- la découverte du chrome en 1797 par Louis-Nicolas Vauquelin est significative : avec ces orange de chrome, les artistes disposent de pigments orangés[8]. Turner, les Impressionnistes, Van Gogh apprécièrent l'orangé de chrome, quoiqu'il était plus cher et moins vif que l'orange de cadmium inventé peu après, et que leur stabilité soit mise en doute, et le mélange avec d'autres couleurs soumis à restrictions. Leur pouvoir colorant est cependant élevé[9] ;
- en 1820, le chimiste Friedrich Stromeyer produit un sulfure de cadmium jaune qui donne une teinte orangée dans certaines conditions de synthèse influant sur la taille des grains. Il entre au catalogue des marchands de couleurs à partir de 1850[10]. C'est le premier vrai orange vif et lumineux. Soixante ans plus tard, un orange encore plus profond est élaboré en précipitant le sulfure de cadmium avec du sulfure de sodium et du sélénium. Les orange de cadmium, classés PY37 et PO20 au Colour Index, atteignent d'excellentes caractéristique de luminosité et de saturation, qui les ont fait comparer à des couleurs optimales ; ils sont opaques[11] ;
- les orange développés au XXe siècle (azoïques, périnones, quinacridones, isoindoline et pyrroles) offrent des alternatives moins chères que les cadmiums, et transparentes, ce qui est nécessaire pour une partie des applications.

La suspicion de toxicité concernant les pigments de cadmium se joint à leur prix élevé pour restreindre leur emploi. Les marchands de couleur proposent la plupart du temps des pigments « teinte orangé de cadmium » qui sont des imitations basées sur des pigments organiques.

### Colorants alimentaires
Dans l'alimentation, la couleur orange est associée à des agrumes comme l'orange, à d'autres fruits comme le potiron, à des racines comme la carotte...
La couleur orange est souvent utilisée pour présenter des produits contenant de la vitamine A (bêta-carotène) et de la vitamine C, dont les fruits orange sont riches. Les cachets de vitamine C sont ainsi souvent artificiellement colorés en orange et aromatisés à l'orange[réf. souhaitée].
Le jaune orangé S (E110) est utilisé pour colorer des produits alimentaires : confiseries, bonbons, glaces, crèmes glacées, sirops, boissons sans alcools, liqueurs, caviar, œufs de lump, crevettes, poissons séchés et salés, enveloppes de charcuteries, croûtes de fromages, pâtisseries, desserts, biscuits.
Les caroténoïdes (E160) sont utilisés pour colorer l'alimentation des saumons d'élevage, ce qui donne à leur chair cette couleur orange. Ils servent aussi pour colorer le beurre, la mimolette et les croûtes de fromages.
| Couleur                | Code            | Origine                                                                 | Nom chimique                                        |
| ---------------------- | --------------- | ----------------------------------------------------------------------- | --------------------------------------------------- |
| jaune orangé           | E 107           | ...                                                                     | jaune 2G interdit en Europe et aux États-Unis       |
| jaune orangé           | E 110           | synthèse                                                                | jaune orangé S                                      |
| nuances jaune à orange | E 160-a à 160-f | Pigments naturels d'abricot, de carotte, de langouste, de poisson, etc. | caroténoïdes                                        |
| Jaune Orange Rouge     | E 160(A) I)     | ...                                                                     | β-carotène                                          |
| Jaune Orange Rouge     | E 160(A) II)    | ...                                                                     | Caroténoïdes mélangés (alpha-, β-, gamma-)          |
| Jaune Orange Rouge     | E 160(B)        | ...                                                                     | Rocou (ou annatto), bixine, norbixine               |
| Jaune Orange Rouge     | E 160(C)        | ...                                                                     | Extrait de paprika, capsanthéine, capsorubine       |
| Jaune Orange Rouge     | E 160(D)        | ...                                                                     | Lycopène                                            |
| Jaune Orange Rouge     | E 160(E)        | ...                                                                     | Apocaroténal 8' (C30)                               |
| Jaune Orange Rouge     | E 160(F)        | ...                                                                     | Ester éthylique de l'acide -apocaroténique-8' (C30) |
| Jaune Orange Rouge     | E 161           | ...                                                                     | Xanthophylles                                       |
| Jaune Orange Rouge     | E 162           | ...                                                                     | Rouge de betterave, bétanine                        |

### Filtres

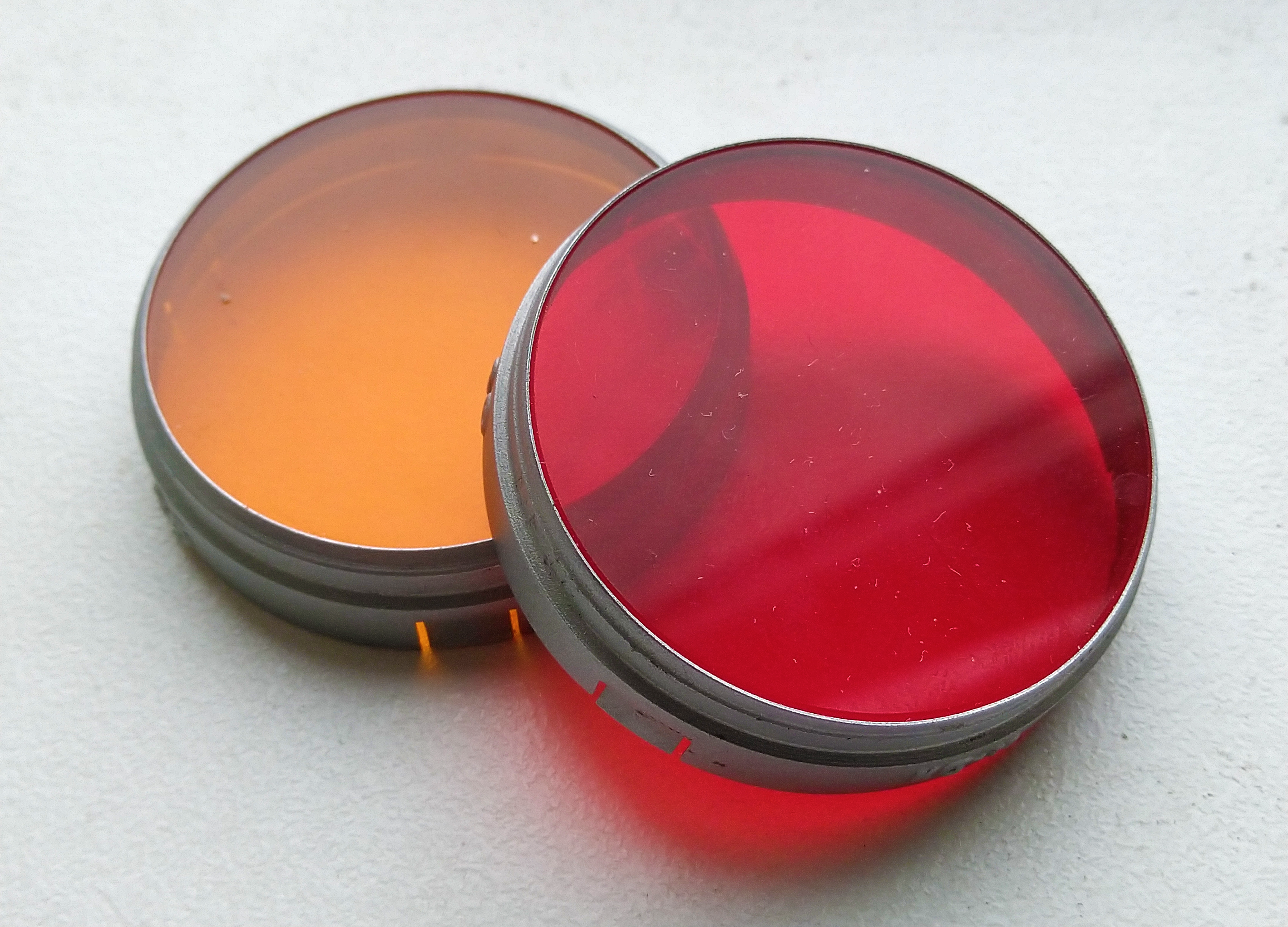
Filtres orange et rouge utilisés en photographie.

Les filtres orange forment une classe assez nombreuse.
En photographie noir et blanc, ils servent pour diminuer le contraste des lèvres, veines, boutons, etc. sur la peau, tout en augmentant celui des yeux. Dans les paysages, ils assombrissent profondément le ciel bleu et augmentent le contraste des feuillages.
En photographie couleur, les filtres orange saumon sont les filtres compensateurs de température de couleur, permettant la prise de vue en lumière naturelle avec des surfaces sensibles prévues pour l'éclairage artificiel à incandescence.

## Symbolique
Le champ chromatique orange se distingue tardivement de ses voisins rouge, jaune, brun et beige. En français, le nom de couleur orange n'est attesté qu'à partir du XVIe siècle ; les langues anciennes[Lesquelles ?] assimilent les orangés au jaune ou au rouge. L'orange, contrairement au rouge, qui existe dans toutes les langues du monde avec des racines dans les langues les plus anciennes, ne saurait avoir aucune association symbolique archaïque.

### Associations en Occident

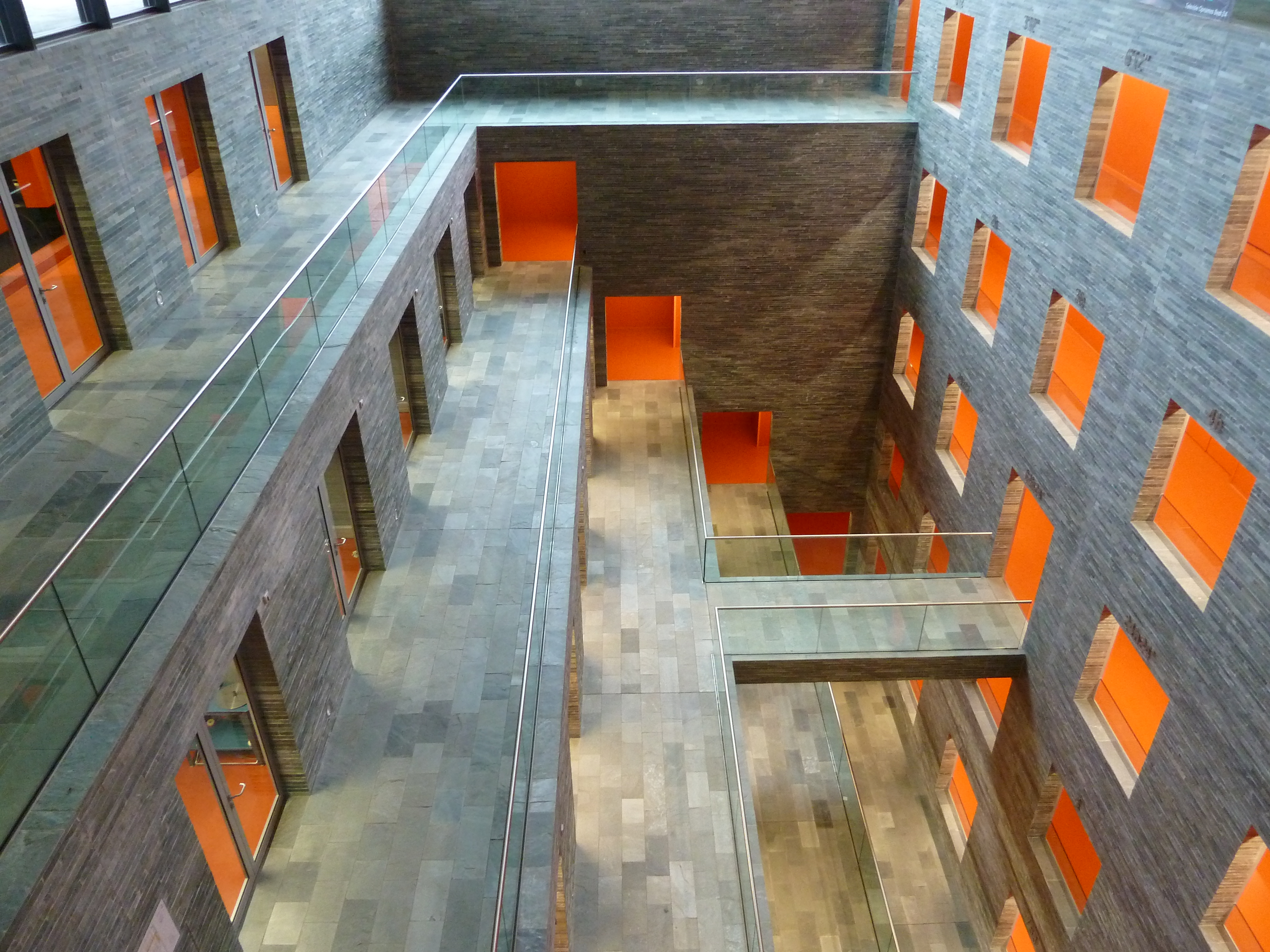
Orange utilisé en revêtement architectural (Institut néerlandais de l'image et du son).

L'orange est étroitement associé à la chaleur, c'est la couleur chaude typique. Faisant, au début du XIXe siècle, l'inventaire des couleurs symboliques à partir des textes religieux et héraldiques, Portal le trouve associé comme le jaune doré à la révélation de l'amour divin. Bacchus (Dionysos), mythe représentatif de l'Esprit saint du dogme chrétien, portait un vêtement couleur de safran. Dans la Rome antique, « la couleur composée de rouge et de jaune fut le symbole du mariage indissoluble ». Le voile de noces était orangé, symbole de la perpétuité de l'union. Par une règle d'opposition commune à tous les symboles, la couleur désigne aussi l'adultère, l'amour de la fausseté humaine, la dissimulation, l'hypocrisie.
L'artiste Vassily Kandinsky a cherché à fonder ses compositions sur les associations liées directement aux formes abstraites et aux couleurs. Il écrit de l'orangé qu'il « ressemble à un homme sûr de ses forces et donne en conséquence une impression de santé ». Ces associations d'idées sont toutes personnelles ; mais en Occident il est sûr que l'orangé a une valeur positive, du fait de sa proximité avec l'or. Paul Signac attribue à Delacroix l'affirmation de Baudelaire : « Chacun sait que le jaune, l'orangé et le rouge inspirent et représentent des idées de joie, de richesse, de gloire, d'amour ».
L'orangé « devient aussi la couleur symbolique de l'infidélité et de la luxure [...], selon des traditions qui remontent au culte de la Terre-Mère [et à] l'orgie rituelle [qui y est associée] ».
Au Moyen Âge, la rousseur de la chevelure indiquait, au moins en peinture, la proximité avec le diable. Judas Iscariote était conventionnellement représenté roux. Michel Pastoureau, dans Une histoire symbolique du Moyen Age occidental, note qu’en Allemagne, à partir du XIIe siècle, le surnom « Iscariote » pourrait hypothétiquement se voir décomposer en « Ist gar rot » (« est tout rouge » ou « est vraiment roux »).

### Associations en Asie
- Dans la symbolique hindouiste, la couleur orange désigne le second chakra du corps humain, il est en rapport avec la créativité et le dynamisme. C'est la couleur des vêtements des sannyasin de l'ascétisme hindou, symbole du renoncement. Les membres de la secte d'Osho Rajneesh la portent aussi, si bien que dans les années 1970 on les appelait "orange people". Les moines bouddhistes se drapent également dans des vêtements de couleur orange. Ce serait la couleur du vêtement que le Bouddha Gautama aurait revêtu en renonçant à la vie mondaine. Il aurait pris le linceul d'un mort dans un cimetière pour le confectionner. Il symbolise donc également le renoncement. L'orange safran rappelle aussi pour les bouddhistes la couleur de l'or, symbole de pureté[25].

- L'orange (ou safran) est la couleur sacrée dans l'hindouisme. Elle représente le feu purificateur, du corps et des passions, synonyme de libération[réf. nécessaire].

## Utilisations

### Codes de couleur
- Dans le code de couleurs des résistances électriques et des condensateurs, la couleur orange correspond au chiffre 3, au multiplicateur x1000 et à un coefficient de température de 15ppm. Dans la norme CEI 60757, on le note OG (abréviation de orange).
- Dans la signalisation routière, un signal lumineux orange marque une alarme, un danger proche, soit dans le temps, entre le vert (voie libre) et le rouge (interdiction de passer), soit dans l'espace (signalisation de chantier, clignotants de voiture, feux de détresse).
- Dans la norme de la signalisation colorée (ISO 7100), l'orange indique un niveau de danger intermédiaire entre le vert et le rouge. L'alerte orange est le troisième niveau d'alerte, après le vert (pas d'alerte) et le jaune et avant l'alerte rouge, dans la communication des prévisions d'intempérie par Météo France et des alertes sécuritaires dans le Plan Vigipirate.

### Signalisation

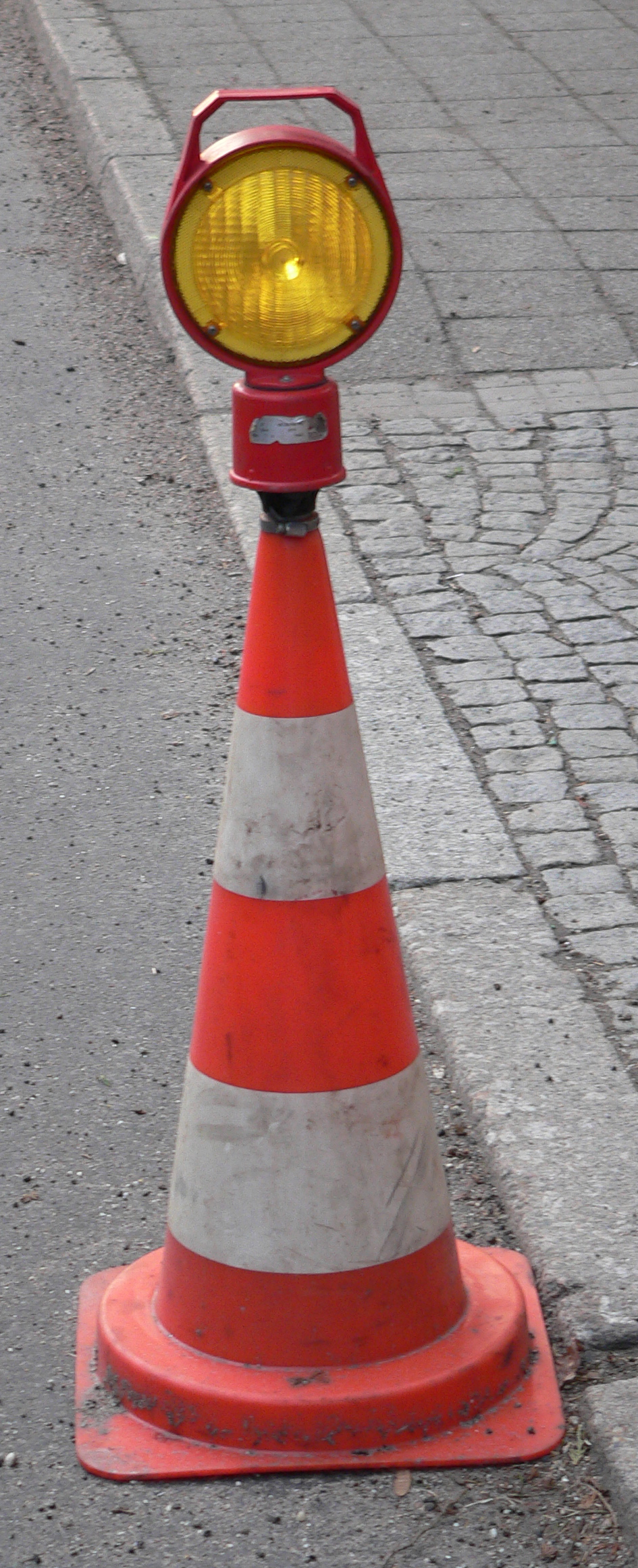
Signal routier mobile.

- Comme il est prouvé[réf. souhaitée] que la couleur orange est celle qui se distingue le mieux dans de très nombreux environnements, cette couleur est utilisée pour la signalisation des dangers dans de nombreux domaines et particulièrement la circulation automobile et ferroviaire.
- Dans de nombreux pays les avertisseurs lumineux de changement de direction (clignotant) des véhicules émettent une lumière orange.
- Le deuxième feu (position centrale) des feux tricolores qui règlent la circulation des carrefours est orange. Leur utilisation n'est pas universelle : la plupart du temps lorsqu'il s'allume, il avertit que le feu va passer au rouge, mais au Royaume-Uni ou en Allemagne, par exemple, le feu passe par une phase rouge et orange avant le vert.
- Le feu orange clignotant revêt une signalisation différente du feu orange fixe. Généralement il signale un danger avec passage libre avec éventuellement le respect de la priorité à droite.
- Répondant à une étude qui prouve qu'une signalisation orangée du gabarit d'un véhicule rend ce dernier nettement plus visible aux autres usagers de la route, de plus en plus de véhicules sont équipés de feux de gabarit orangés, qui entrent en fonction dès que le moteur du véhicule est en marche[réf. souhaitée].

### Utilisations diverses

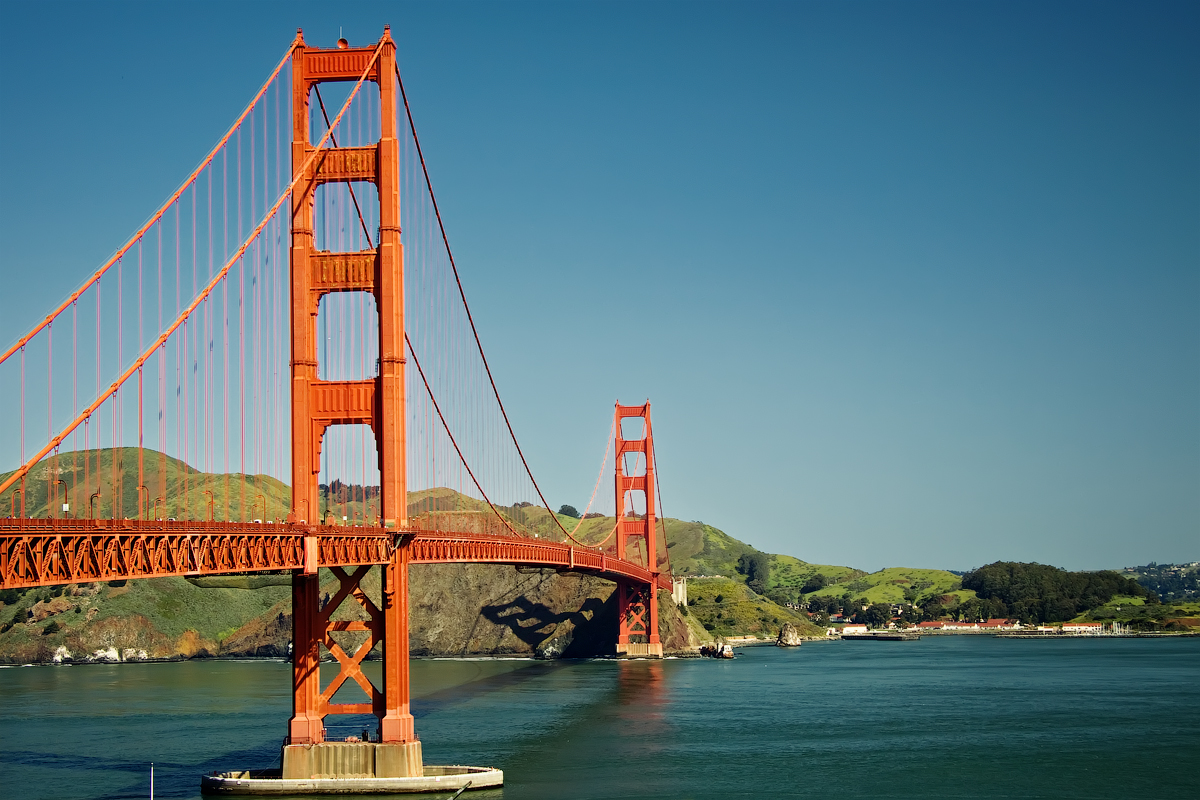
Le Golden Gate Bridge à San Francisco.

- Le Golden Gate Bridge, célèbre pont de San Francisco, est peint en orange international, une nuance conçue par l'architecte, alors que les structures étaient encore couvertes de la couche antirouille au minium, pour s'harmoniser avec les verts et les bleus du paysage, après la décision de faire du pont une attraction visuelle[26].
- Les enregistreurs de vol, dits boîtes noires parce que l'équipage n'a pas accès à leur contenu, sont peintes en orange pour en faciliter la recherche si l'avion est détruit.
- L'agent orange est un défoliant chimique, notamment utilisé par l'armée américaine pendant la guerre du Viêt nam.
- La vigilance orange est un niveau d'alerte des services français de sécurité publique.
- Les prisonniers du système pénitentiaire américain et ceux de Guantánamo portent une tenue orange.

### Utilisations commerciales
- Orange est une entreprise de télécommunications mobiles, filiale de France Télécom.
- La carte orange était un abonnement du métro parisien.
- Orange Music Electronic Company, est une marque anglaise d'amplificateurs de guitares électriques.
- Orange est le nom du livret d'épargne de la banque ING en France.

### Utilisations politiques
L'utilisation de la couleur orange comme symbole politique s'est accrue au début du XXIe siècle, probablement parce qu'il n'était, auparavant, associé à aucune des divisions idéologiques des sociétés.
Plusieurs pays ont la couleur orange sur leur drapeaux et pavillons :  Arménie,  Bhoutan,  Côte d'Ivoire,  Inde,  Irlande,  Niger,  Sri Lanka ;  Préfecture de Nagano (Japon). L'orange est également une des couleurs présentes sur le drapeau arc-en-ciel LGBT.
Dans le drapeau irlandais, la couleur orange symbolise la religion protestante, par opposition à la religion catholique en vert. Le blanc symbolise la paix entre ces deux religions.

#### Pays-Bas
Parce que le stathouder des Pays-Bas fut longtemps un membre de la maison d'Orange-Nassau (seigneurs d'Orange, en France), de nombreuses entités ont un lien avec la couleur orange. Néanmoins, l'étymologie de la ville d'Orange n'est pas liée à celle de la couleur, mais dérive de la divinité Arausio. Le nom de la couleur et le nom de la ville est une simple coïncidence.
Le drapeau du Prince, drapeau de la République des Provinces Unies utilisé de 1572 à 1795, est orange-blanc-bleu. Pendant cette période, les soutiens de la maison d'Orange sont appelés les orangistes et s'opposent aux républicains. Au XIXe siècle, l'orangisme est également une force politique en Belgique et au Luxembourg.
L'ordre d'Orange-Nassau est l'ordre honorifique civil des Pays-Bas. De même, la plupart des équipes sportives du pays jouent dans sa couleur historique.
En raison de l'association étroite entre les Pays-Bas et la couleur orange, d'autres lieux ou entités portent ce nom : 
- En Afrique du Sud, l'Orange est un fleuve. L'État libre d'Orange était une colonie néerlandaise qui bordait ce fleuve, nommée en l'honneur de la maison princière. La province de l'État libre d'Orange est la province actuelle correspondant à ce territoire[30].
- La République d'Orange est un pays imaginaire créé par un parti politique néerlandais.
- L'Ordre d'Orange est une organisation des protestants d'Irlande du Nord opposés à la séparation d'avec le Royaume-Uni, ainsi nommée en souvenir de Guillaume III d'Orange-Nassau, roi d'Angleterre à la fin du XVIIe siècle.

Orange est le nom d'un comté de Californie et c'est aussi une municipalité de ce comté : Orange. Il existe aussi un comté éponyme en Floride, où se situe la ville d'Orlando. Une ville du New Jersey est également appelée Orange.

#### Autres utilisations politiques
- La Révolution orange est une série de manifestations et de grèves qui ont eu lieu en Ukraine à la suite de l'élection présidentielle de novembre et décembre 2004. Ce symbole a été aussi utilisé en Ukraine, en Israël, au Liban, et en Corse[réf. souhaitée].
- Au Canada, le Nouveau Parti démocratique (NPD) est généralement représenté par la couleur orange. Cette couleur est également utilisée par les ailes provinciales du NPD ainsi que par Québec solidaire, parti politique de gauche et souverainiste actif au niveau provincial au Québec.
- En France, le Mouvement démocrate (MoDem), parti politique du centre, a choisi la couleur orange pour son logo.

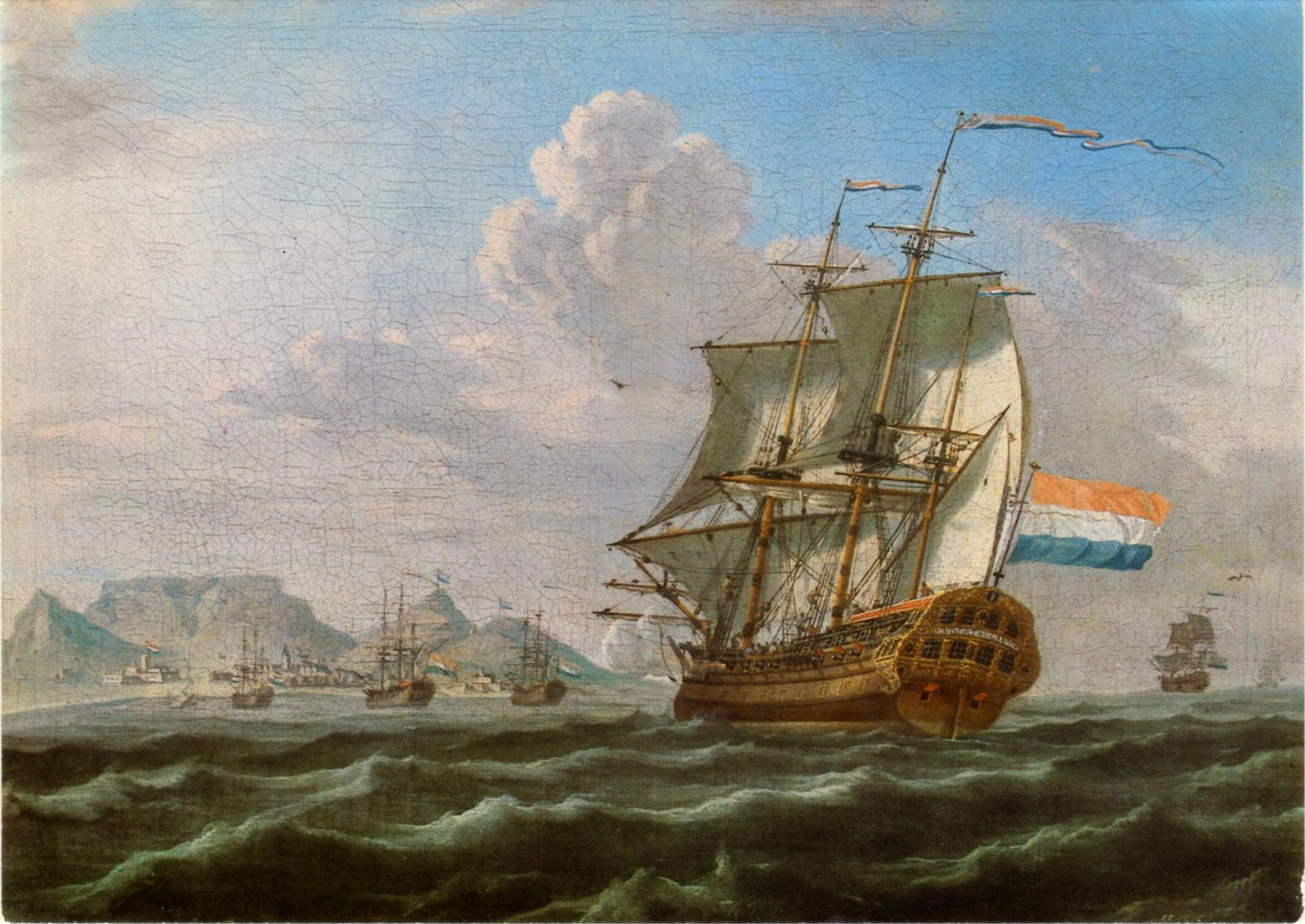
Navire de la Compagnie néerlandaise des Indes Orientales avec le drapeau du Prince tricolore (orange, blanc, bleu).
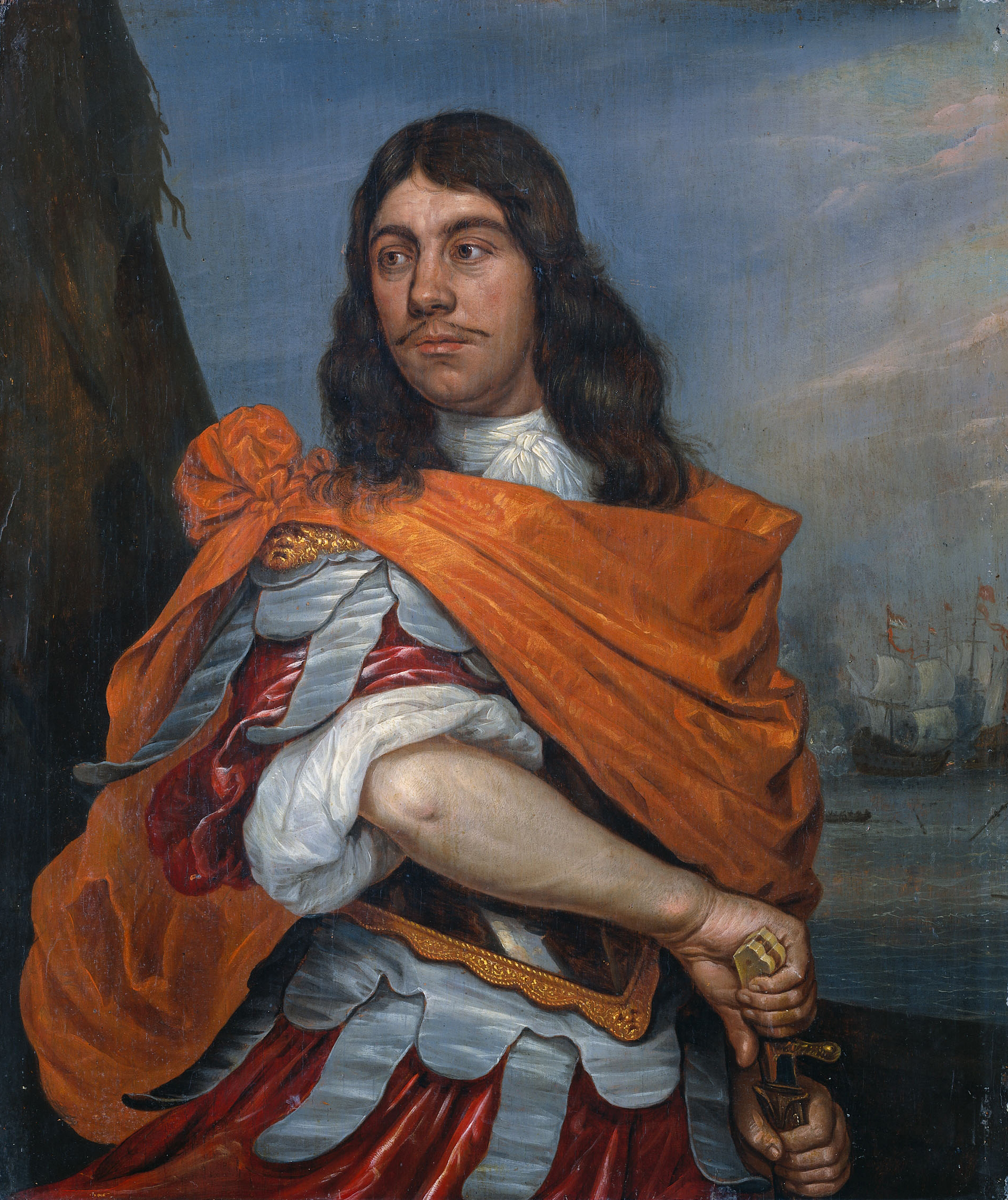
L'officier hollandais Cornelis Tromp peint par Abraham Evertsz van Westerveld (vers 1666). Son manteau orange signale son soutien à la maison d'Orange-Nassau.
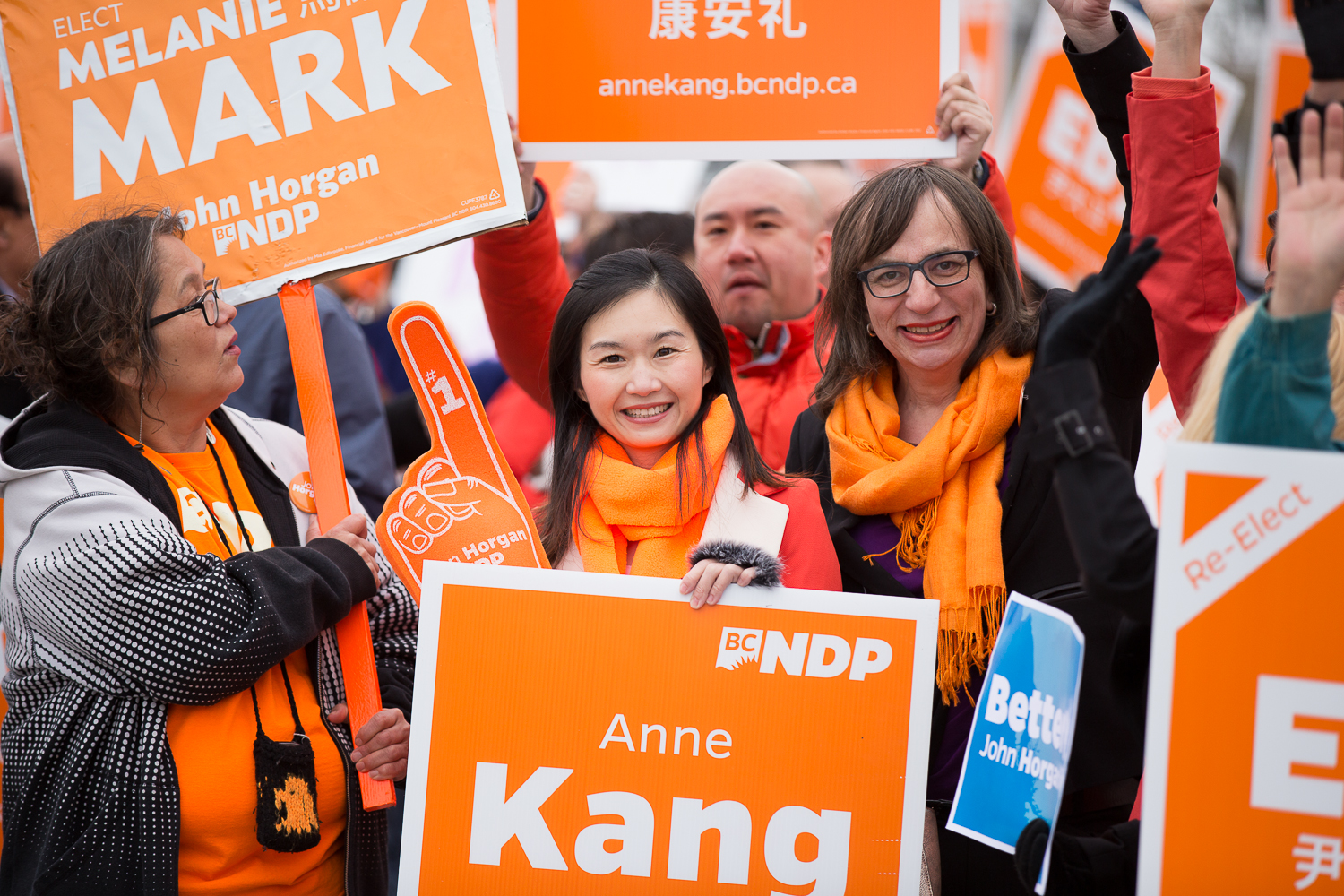
Campagne pour les élections provinciales en Colombie-Britannique (Canada) pour le Nouveau Parti Démocratique (NPD), 4 avril 2017.
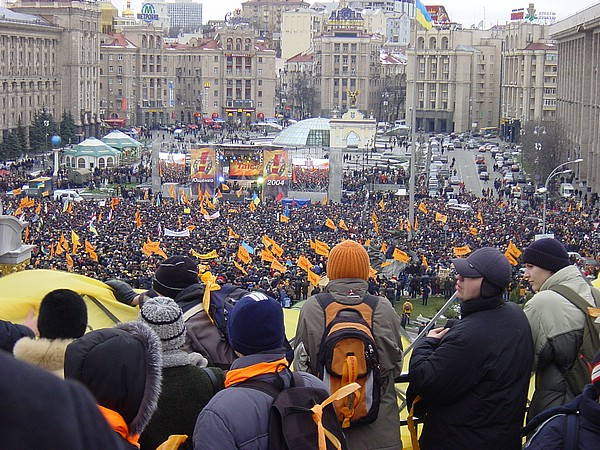
Manifestation à Kiev (Ukraine) lors de la Révolution orange de 2004.

### Usages sportifs
- Ceinture orange : Grade d'apprentissage dans certains arts martiaux et sports de combat, comme dans le judo ou le karaté.
- L'orange est la couleur des supporteurs de l'équipe nationale néerlandaise.

## Galerie

### Dans la nature

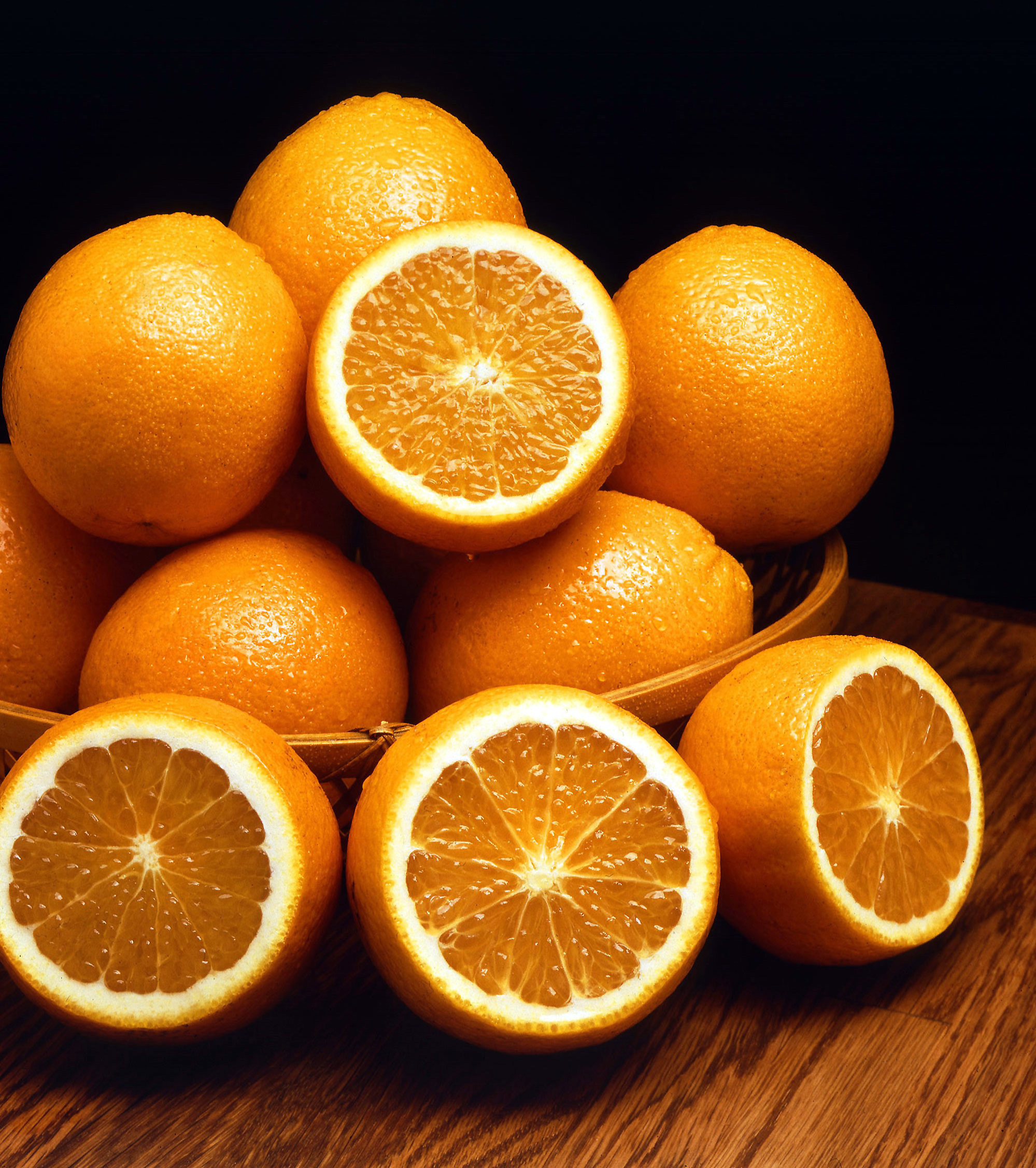
Des oranges de variété Ambersweet (ambre doux).
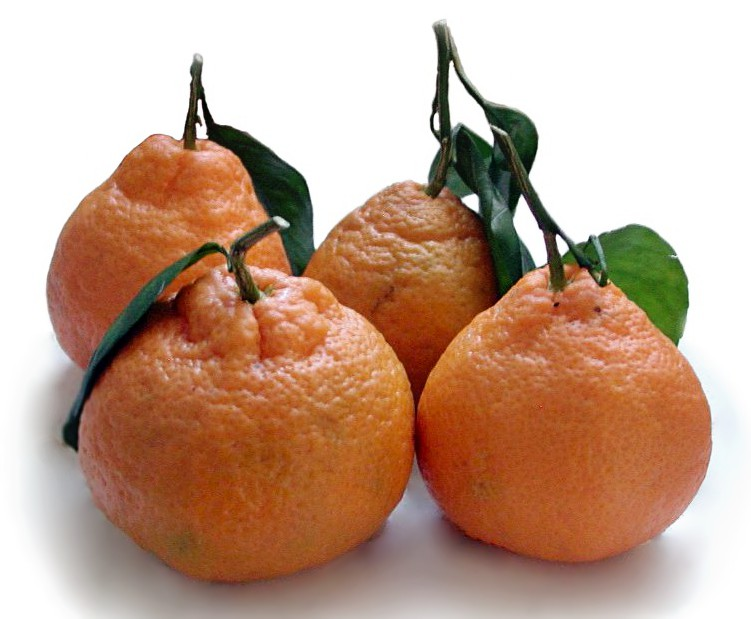
Mandarines.
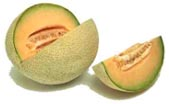
Chair orange du melon.
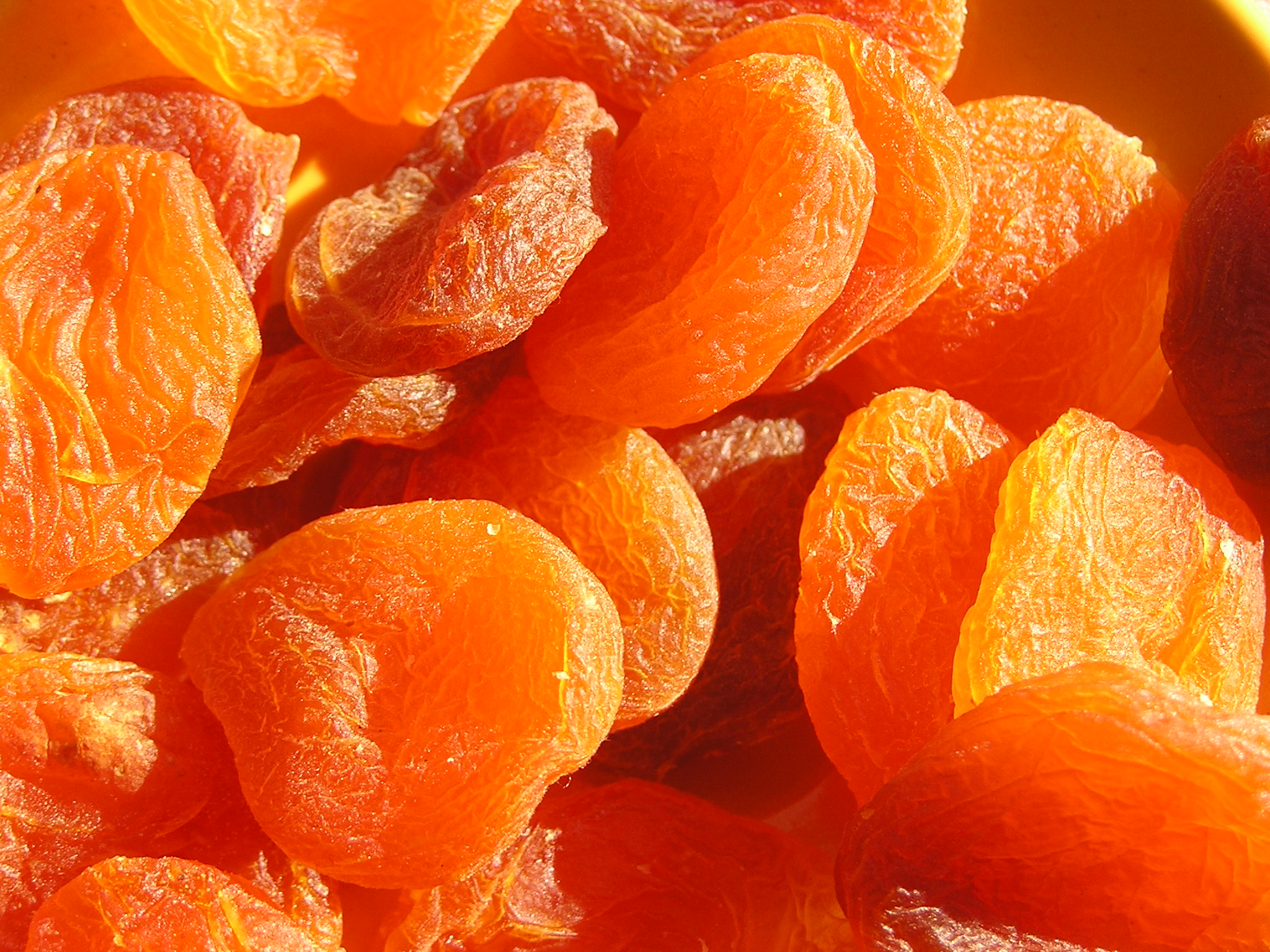
Abricots secs.
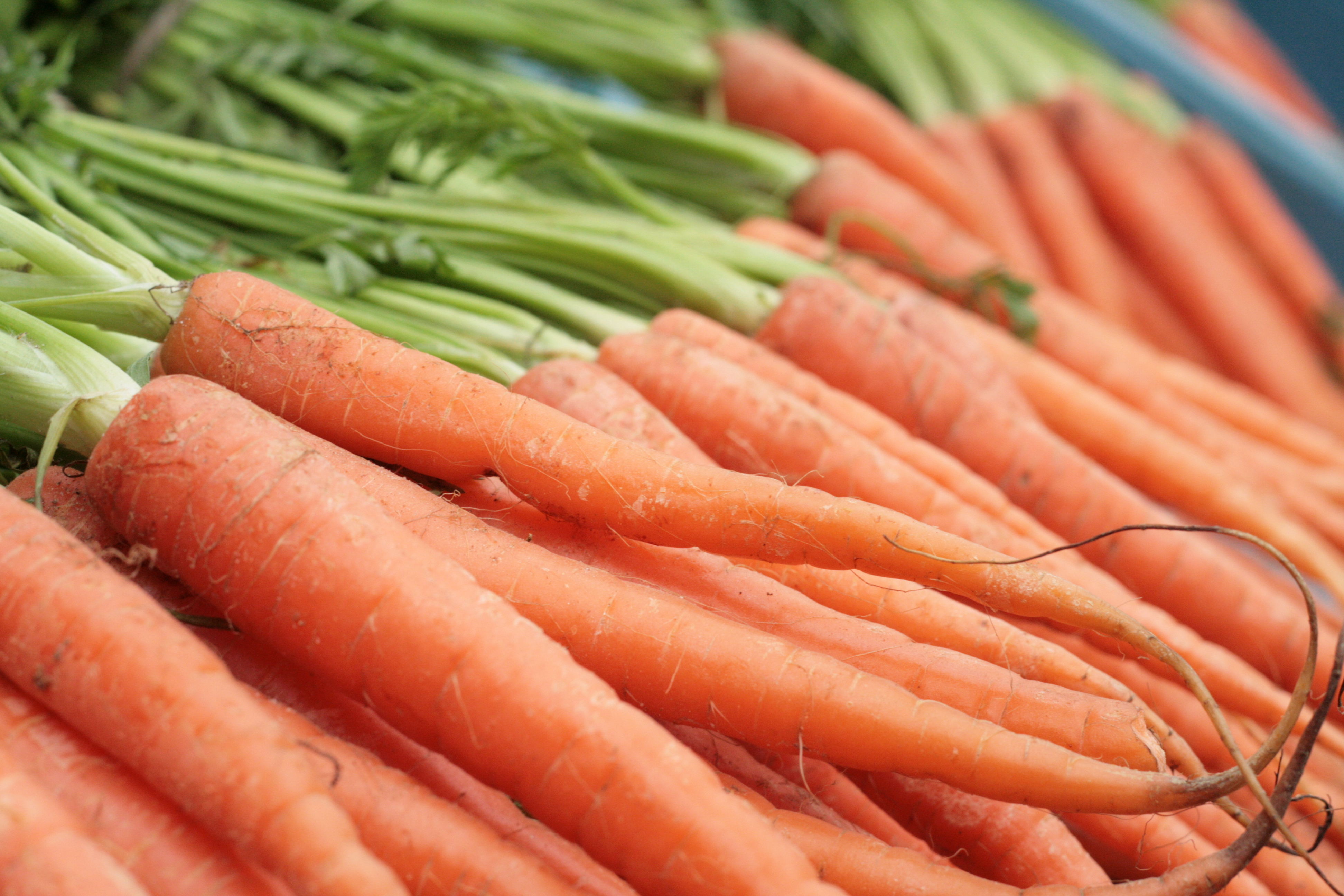
Carottes.
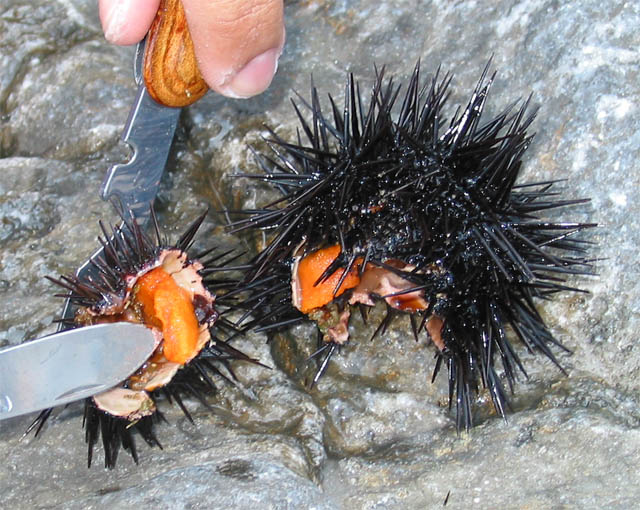
Détail des œufs d'un oursin prêt à la consommation.
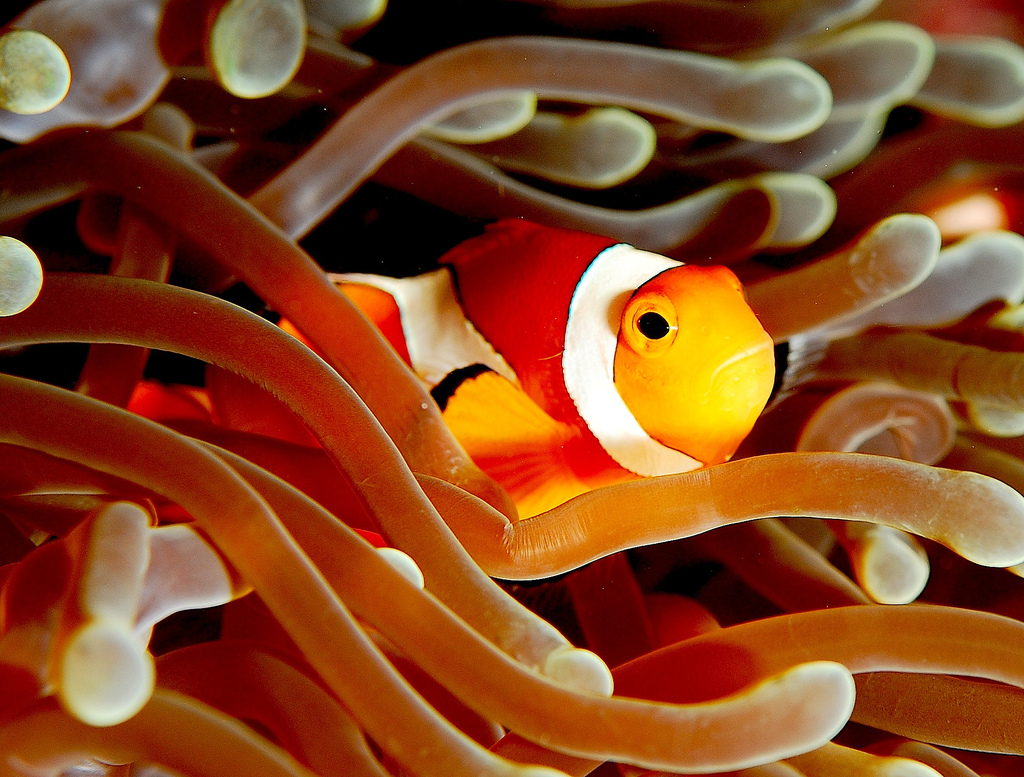
Poisson clown.
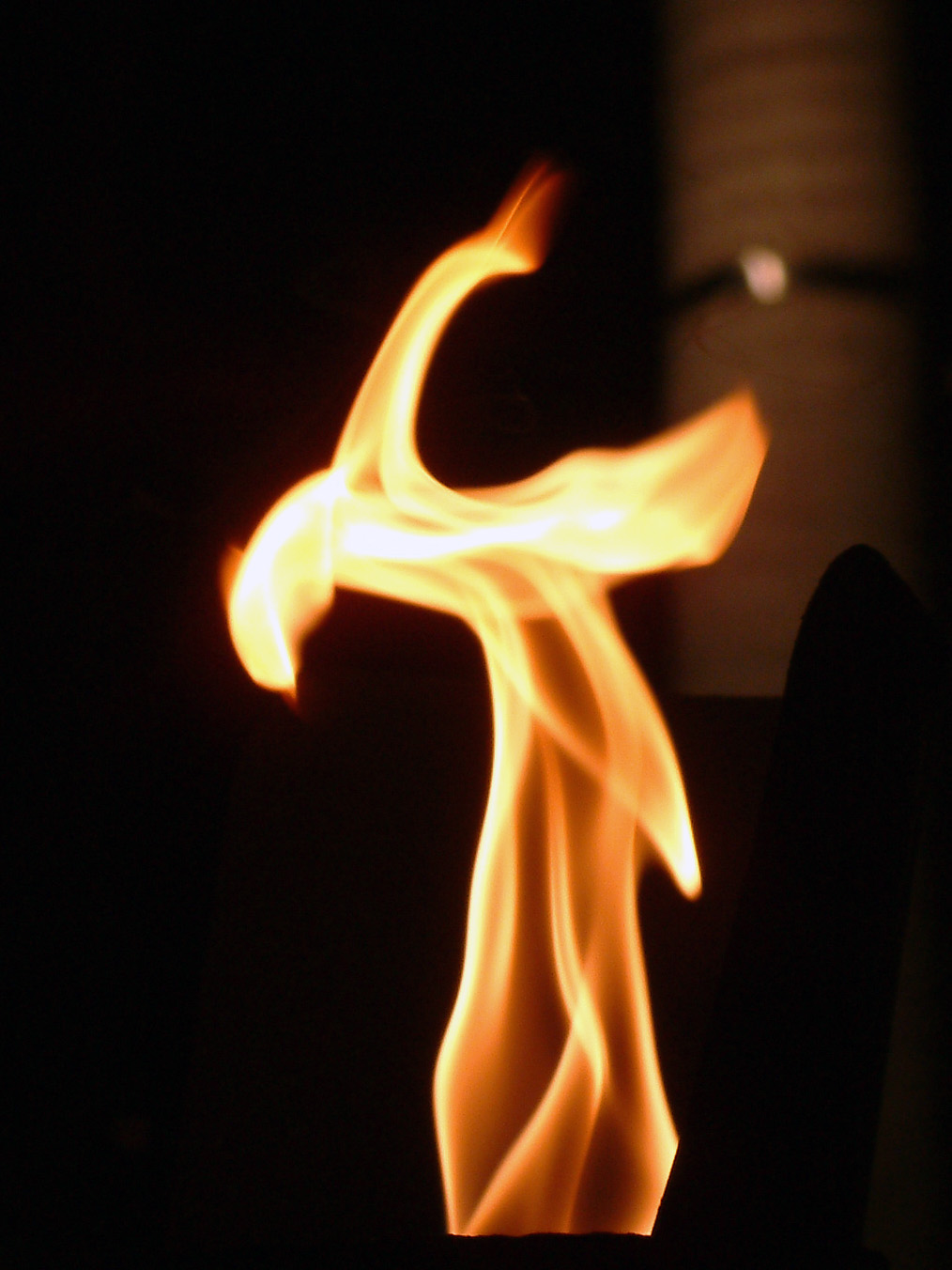
Flamme.
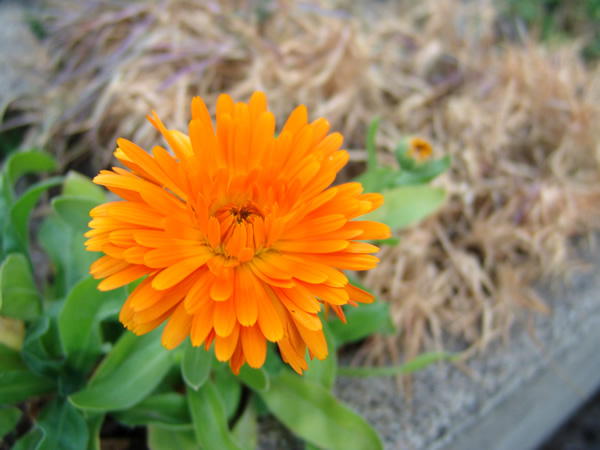
Fleur de souci.
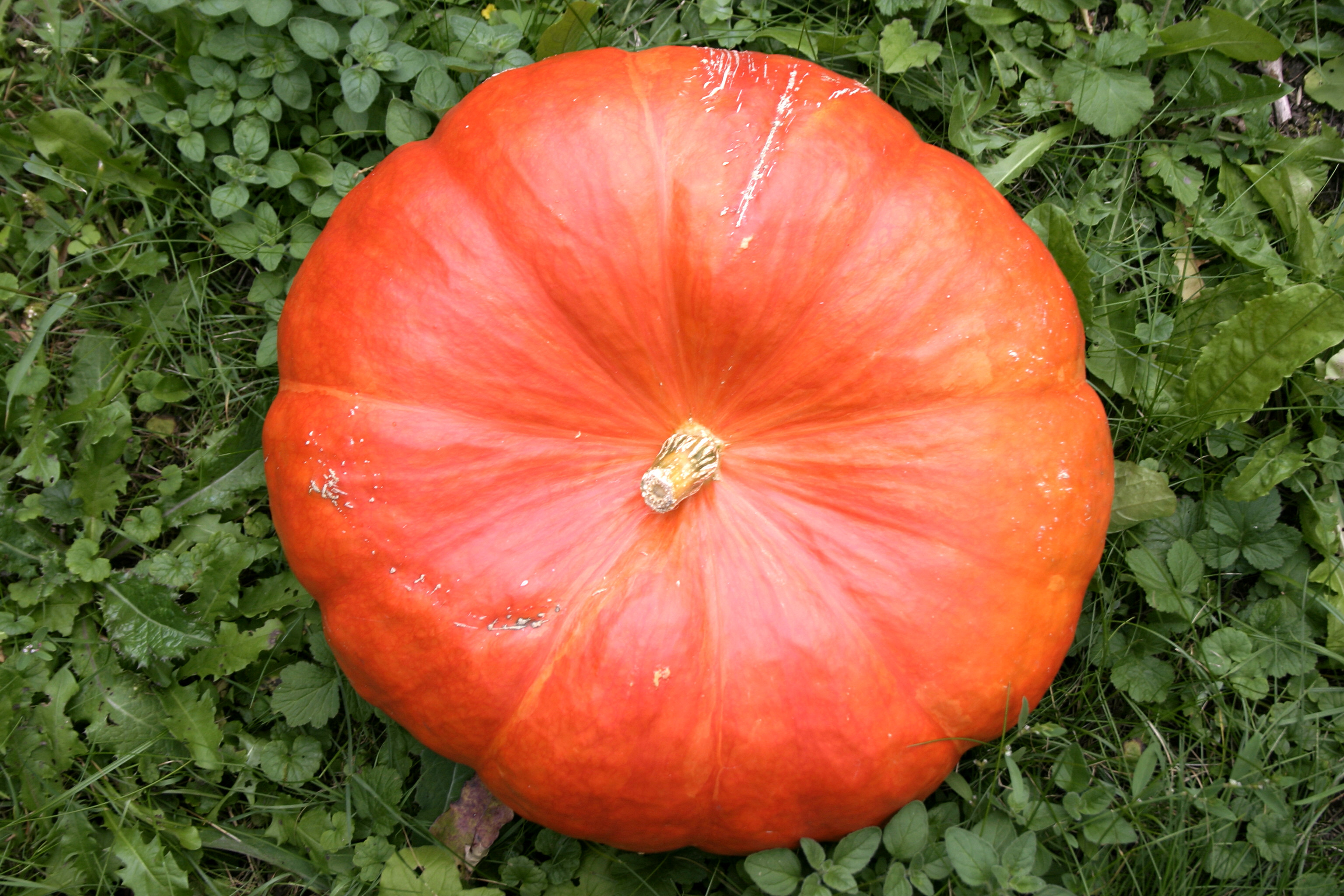
Courge.
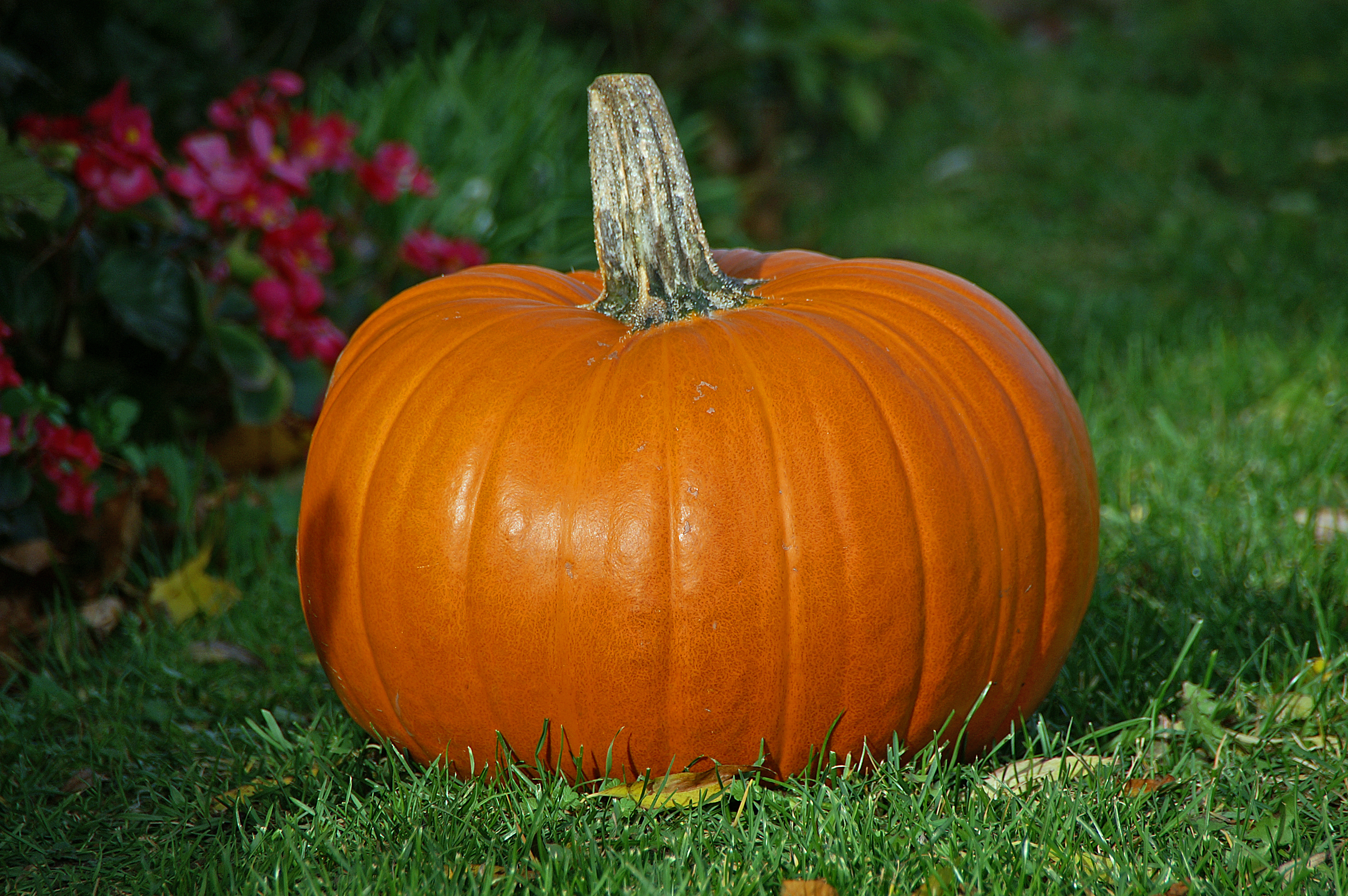
Citrouille.
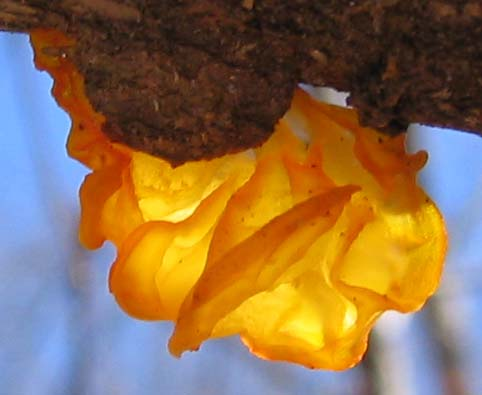
Un champignon.
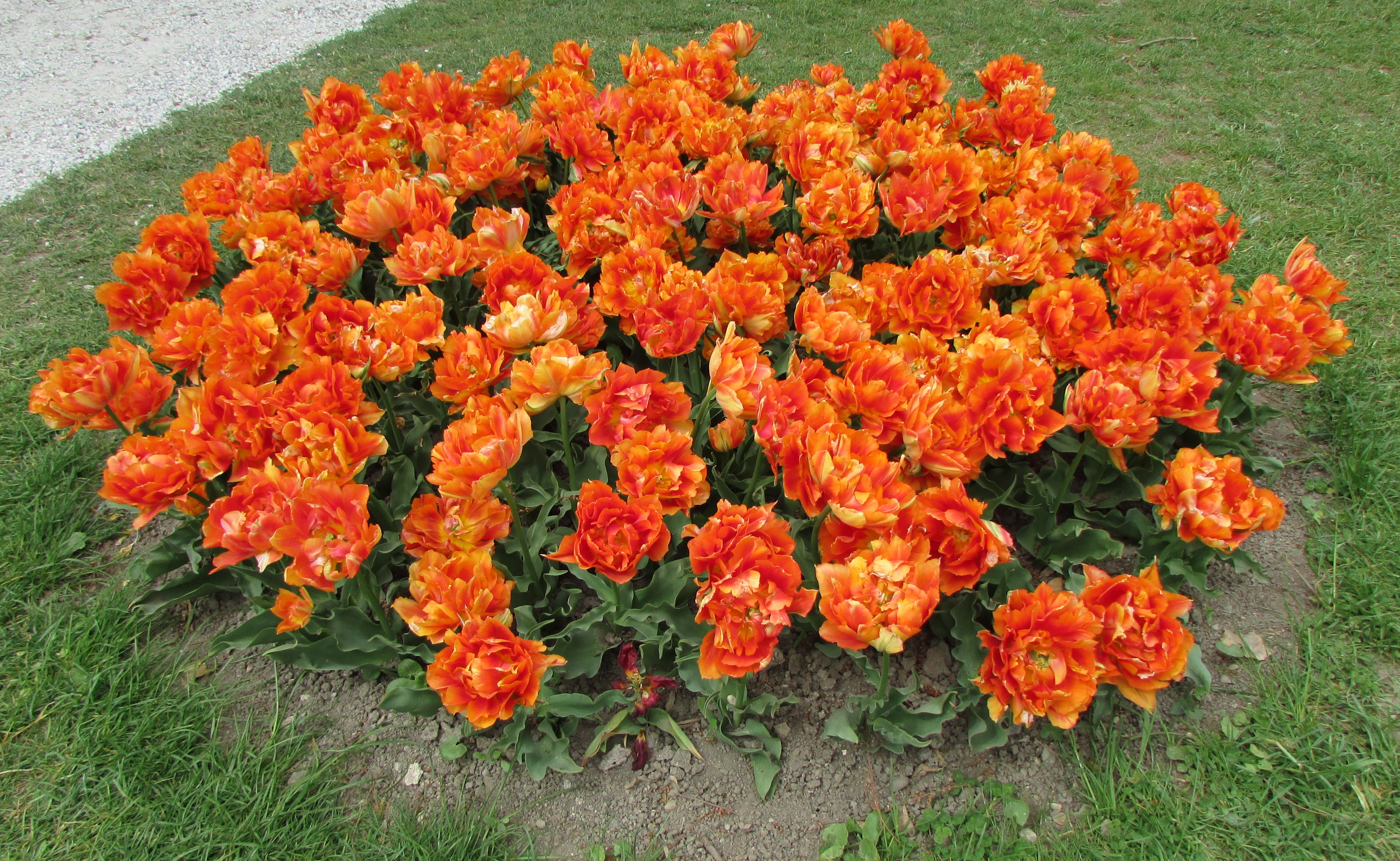
Massif de tulipes orange à Morges (Suisse).
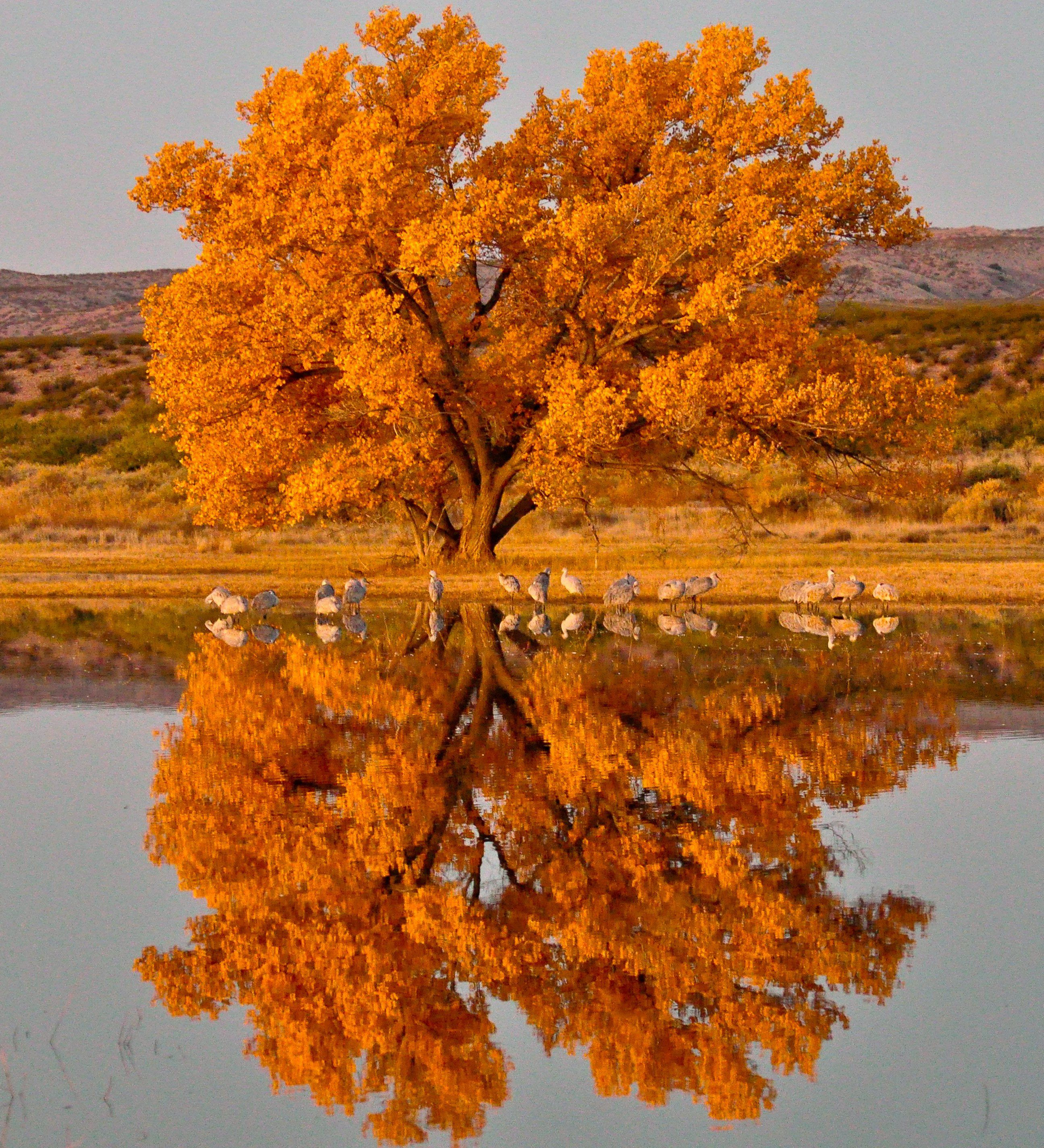
Feuilles oranges sur un arbre Populus fremontii aux États-Unis.

### Objets fabriqués

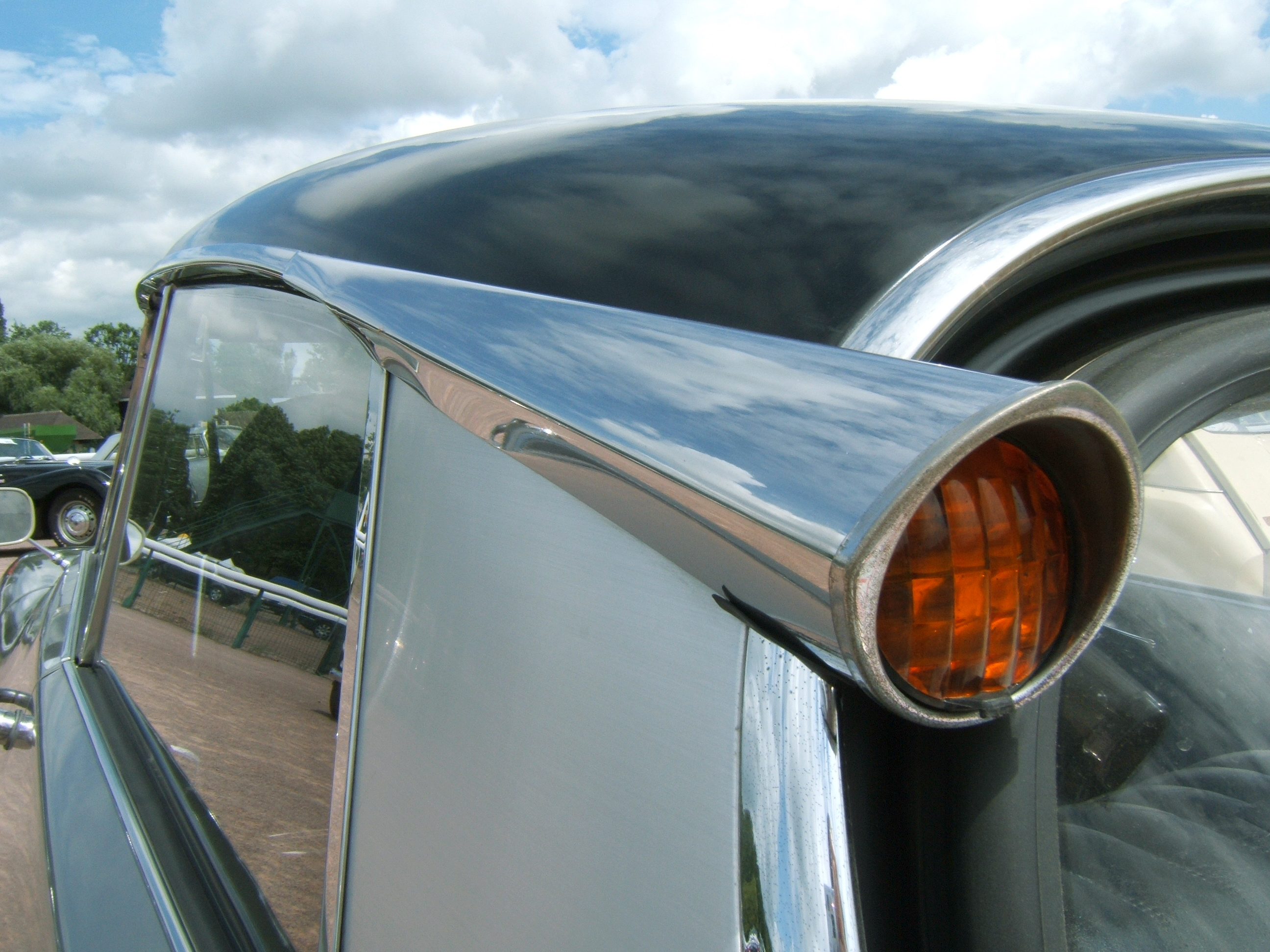
Clignotant arrière gauche d'une automobile.
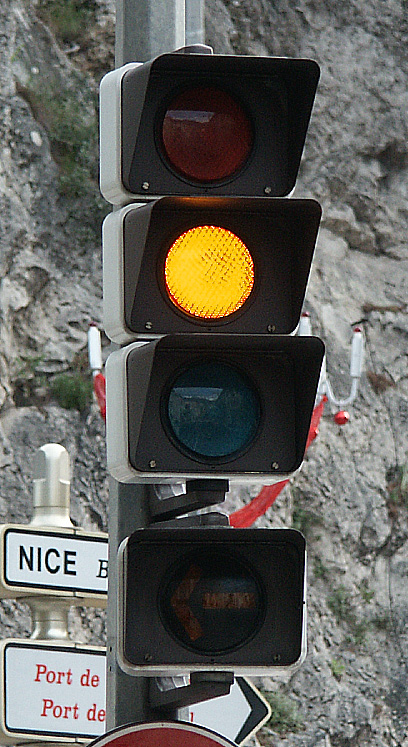
Feu de signalisation orange.
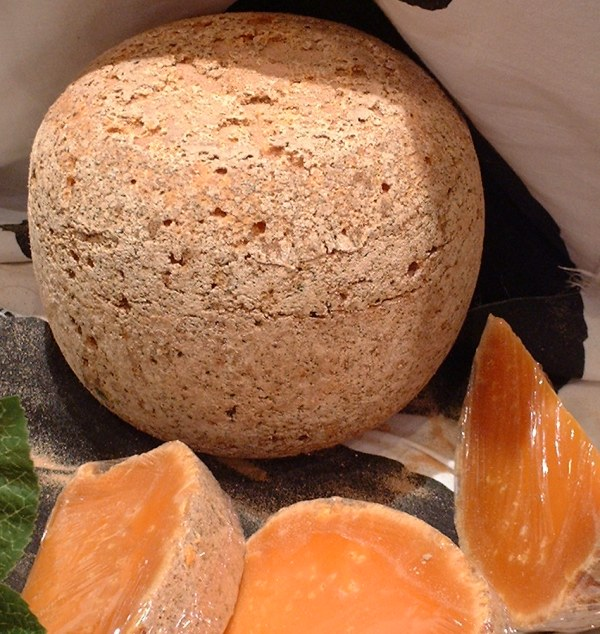
Mimolette.
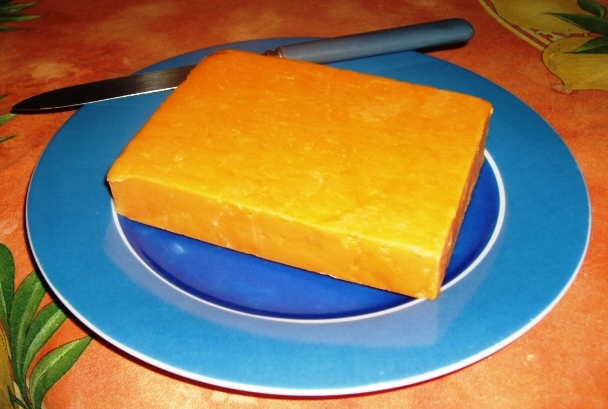
Red Leicester.
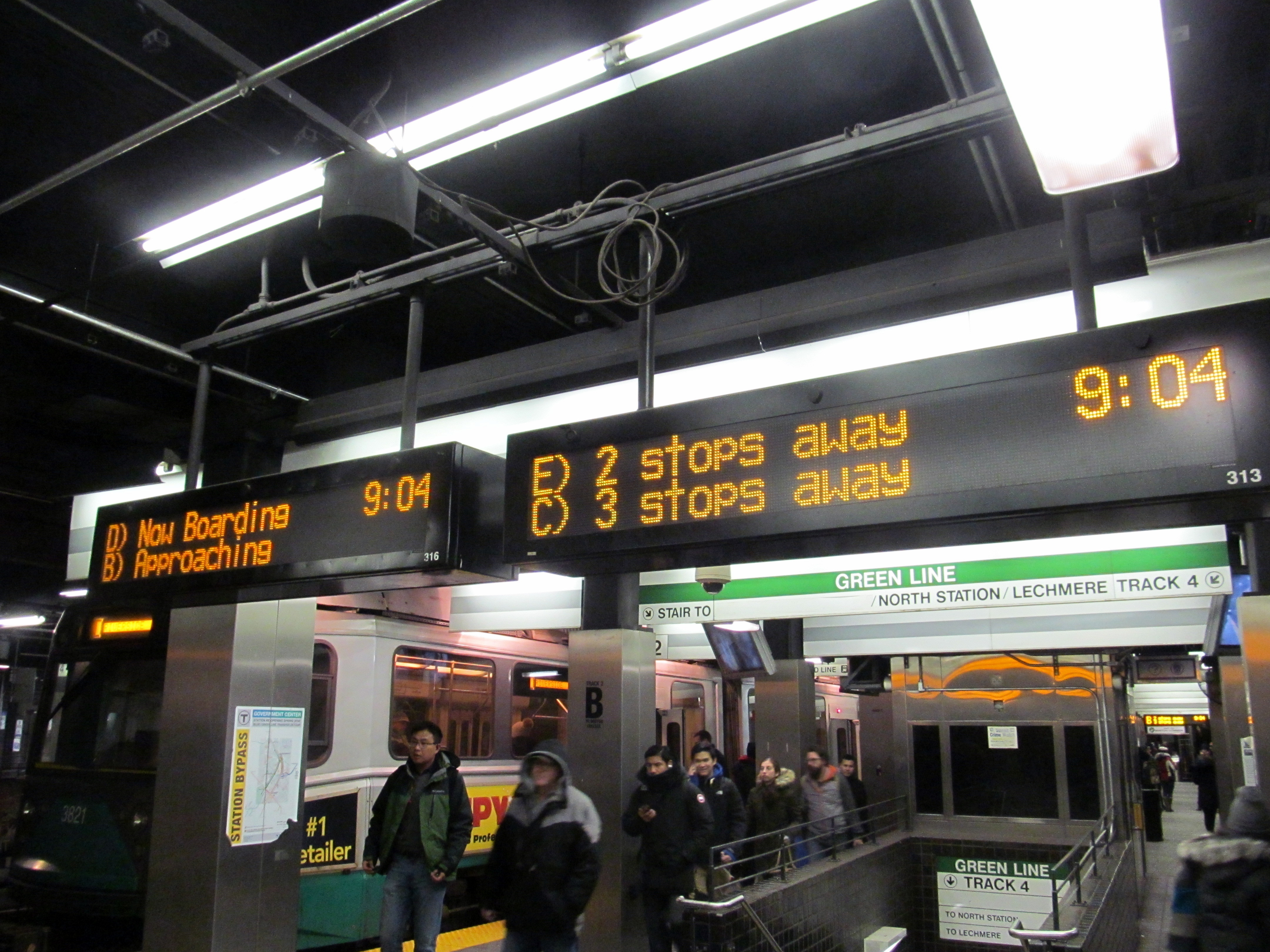
Panneaux d'information avec du texte en orange dans une station de métro à Boston (États-Unis).

### Marques et logos

Logo de l'entreprise française de télécommunications Orange.
Logo de la chaîne catalane Canal Taronja
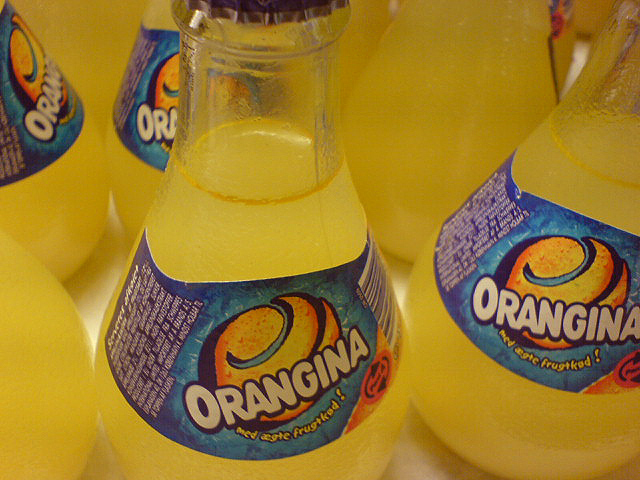
Bouteilles de la marque Orangina.
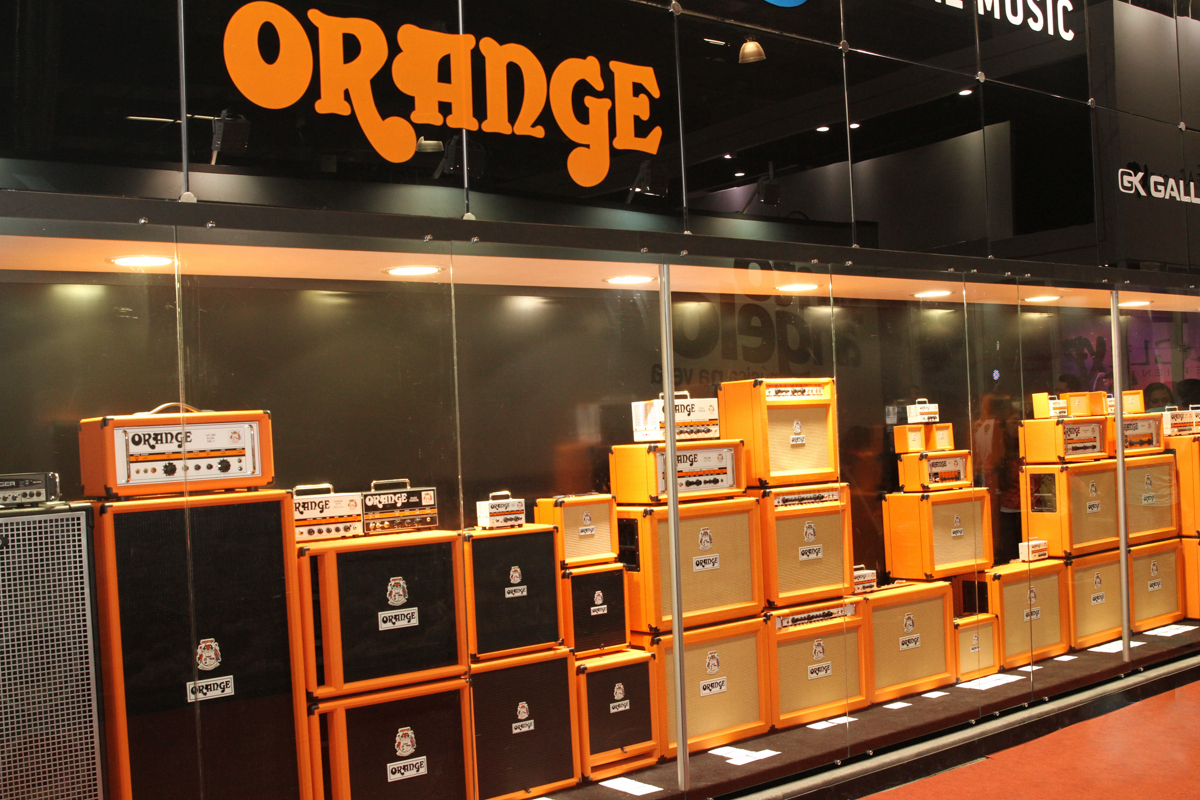
Amplificateurs pour guitare électrique de la marque britannique Orange en 2014.

## Étymologie

### Terme «orange»
L'étymologie du nom de la couleur orange est intimement liée à l'expansion du fruit de l'oranger, dont la culture a débuté en Chine puis s'est répandue en Asie et en Europe, avant d'arriver dans le reste du monde.
Le nom « orange » de la couleur vient de celui du fruit, d'après le mot sanscrit नारङ्ग (nāraṅga). Le mot passe ensuite en persan (nāraṅg) puis en arabe ; de là, il est introduit dans les différentes langues européennes autour du XVIIe siècle : narancs en hongrois, naranja en espagnol, narancia en italien, narange en français. En raison de la proximité du n initial avec la fin de l'article défini (une, an, una), le mot perd peu à peu sa consonne initiale pour devenir arancia ou orange. On retrouve une origine similaire en polonais avec pomarańczowy, issu de l'italien pomo d'arancia.

#### Français
En français, le terme « orange » pour désigner un fruit est attesté au XIIIe siècle, pour une couleur au XVIe siècle (Trésor de la langue française). Il s'écrit alors souvent orenge.
L'adjectif associé est invariable en français, étant l'abréviation de « de la couleur de l'orange (le fruit) ». On dira donc « des fleurs orange », sous-entendu « des fleurs de la couleur de l'orange » ; la marque du pluriel ne s'applique qu'au nom du fruit. L'adjectif orangé s'accorde normalement en genre et en nombre.

#### Anglais
William Shakespeare utilise le mot orange, pour désigner une nuance de marron (orange tawny). Au XVIe siècle, l'utilisation du mot est encore rare en anglais. La situation change au XVIIe siècle : avec la présence grandissante des fruits de l'oranger sur le continent européen, le mot devient de plus en plus usité pour désigner la couleur. Dans les années 1660, Isaac Newton l'assimile à l'une des couleurs. Mark Morton estime que le besoin d'un mot spécifique pour désigner cette couleur ne s'est pas fait ressentir dans la langue anglaise avant l'arrivée des citrouilles et des carottes venues d'Amérique au XVIe siècle.

### Autres mots pour désigner la couleur orange
En latin, plusieurs mots sont utilisés pour nommer la couleur orange : luteus (même si ce dernier peut aussi désigner le jaune), croceus (allant du jaune au rouge orangé), crocinus ou crocatus. Le terme flammeus, « à la manière d'une flamme », est également rencontré pour décrire la couleur du feu.
En vieil anglais, un mot composé est utilisé pour décrire la couleur (ġeolurēad, « jaune-rouge »). De même, dans Le Conte de l'aumônier des nonnes, l'écrivain anglais Geoffrey Chaucer décrit la couleur d'un renard comme « betwixe yelow and reed » (« entre le jaune et le rouge »).
En catalan, la couleur est appelée taronja, un mot provenant de l'arabe tųrųnǧa (lui-même emprunté au sanskrit) mais distinct du mot nāraṅga ayant donné orange.
Bien que la Chine soit le lieu d'origine de plusieurs espèces d'orangers, il n'existe pas en mandarin de terme pour désigner spécifiquement la couleur orange.
En grec (πορτοκαλί, portokali), en turc (portakal), la couleur tient son nom du Portugal, l'orange douce (citrus sinensis) ayant été introduit par des marchands portugais. Dans plusieurs pays du pourtour méditerranéen, l'orange amère ou bigarade était déjà populaire et le pays apportant ce nouveau fruit a servi à le désigner. Cette influence portugaise est ensuite entrée en roumain (portocaliu) ou en napolitain (purtuallo).